# Huashanske slike na stijenama
Huashanske slike na stijenama (kineski 龍門石窟; pinyin: Huāshān Bìhuà), poznate i kao Slike na stijenama Zuojiang Huashana, gdje Zuojiang znači zemljopisno-jezično područje rijeke Zuo (Zuojiang Zhuang (jezik), je pozamašni kompleks piktograma u sklopu Rezervata prirode Nonggang u okrugu Ningming na jugozapadu kineskoj provincije Guangxi. Slikarije su slikane nekoliko stotina godina na vapnenačkim liticama planine Hua (Huashan), na zapadnoj obali rijeke Ming, pritoke rijeke Zuo (sliv Biserne rijeke).
Središnje oslikane litice su široke oko 170 m i visoke su oko 40 m, te predstavljaju najveću sliku na stijenama u Kini. Slike su smještene na oko 30 do 90 m iznad površine rijeke, a sastoje se od oko 1900 likova u oko 110 skupina. Likovi su izvedeni u crvenkastom okeru sa životinjskim ljepilom i krvlju. Oni predstavljaju ljudske, ali i životinjske figure s brončanim bubnjevima, noževima, mačevima, zvonima i brodovima. Ljudske figure su visoke od oko 60 do 150 cm, ali se ističe jedna visine 3 m.
Naslikane su prije oko 2500 do 1600 godina, od razdoblja zaraćenih država do kasne dinastije Han. Mnoge slikarije prikazuju način života i običaje drevnog vijetnamskog naroda Lạc Việt (Luoyue) za koje se vjeruje kako su preci današnjih Žuana, a koji su tada naseljavali dolinu rijeke Zuo 
God. 2016., 38 skupina huashanskih slika na stijenama su upisane na UNESCO-ov popis mjesta svjetske baštine u Aziji kao „jedini ostatak kulture brončanih bubnjeva koja je nekada prevladavala diljem južne Kine i susjedstvom”.

## Vanjske poveznice
- Nominacijska stranica lokaliteta za svjetsku baštinu UNESCO-a (engl.) Preuzeto 16. kolovoza 2016.
- Sveto mjesto spajanja neba, vode i zemlje (engl.) Preuzeto 16. kolovoza 2016.